# اطلاعات مرکزی (فیلم)
اطلاعات مرکزی (به انگلیسی: Central Intelligence) فیلمی است محصول سال ۲۰۱۶ و به کارگردانی راوسون مارشال تربر است. در این فیلم بازیگرانی همچون دواین جانسون، کوین هارت، ایمی رایان، دانیله نیکولت، آرون پال، مگان پارک، رایان هانسن، توماس کرتشمن، جیسون بیتمن، ملیسا مک‌کارتی و کمیل نانجیانی ایفای نقش کرده‌اند.

## خلاصه داستان
باب پسر نوجوانی است که به دلیل وزن زیادش در جریان یک رویداد در مدرسه، به‌صورت عریان به وسط جمعیت فرستاده می‌شود و مورد تمسخر قرار می‌گیرد و تنها کسی که او را حمایت می‌کند پسر سیاه‌پوستی به نام کالوین می‌باشد. بیست سال بعد، کالوین (کوین هارت) تبدیل به حسابداری شده که از شغل خود چندان رضایت ندارد. او به‌طور اتفاقی باب (دواین جانسون) را می‌بیند که برخلاف دوره دبیرستان صاحب بدن ورزیده‌ای شده و تغییرات محسوسی در خود ایجاد کرده‌است. اما بزودی مشخص می‌شود که باب برای سازمان CIAکار می‌کند و …